# Masaru Furukawa
Masaru Furukawa (Japón, 6 de enero de 1936) es un nadador japonés retirado especializado en pruebas de estilo braza, donde consiguió ser campeón olímpico en 1956 en los 200 metros.

## Carrera deportiva
En los Juegos Olímpicos de Melbourne 1956 ganó la medalla de oro en los 200 metros estilo braza, con un tiempo de 2:34.7 segundos, por delante de su compatriota Masahiro Yoshimura (plata con 2:36.7 segundos) y del soviético Kharis Yunichev.